# 盖北镇
盖北镇，中国浙江省绍兴市上虞市下辖的一个镇。

## 辖区
该镇辖有：	镇海村、丰棉村、丰富村、珠海村、联合村、新河村、兴海村、世海村、厦盖山村、镇东村、